# Stof (deeltjes)

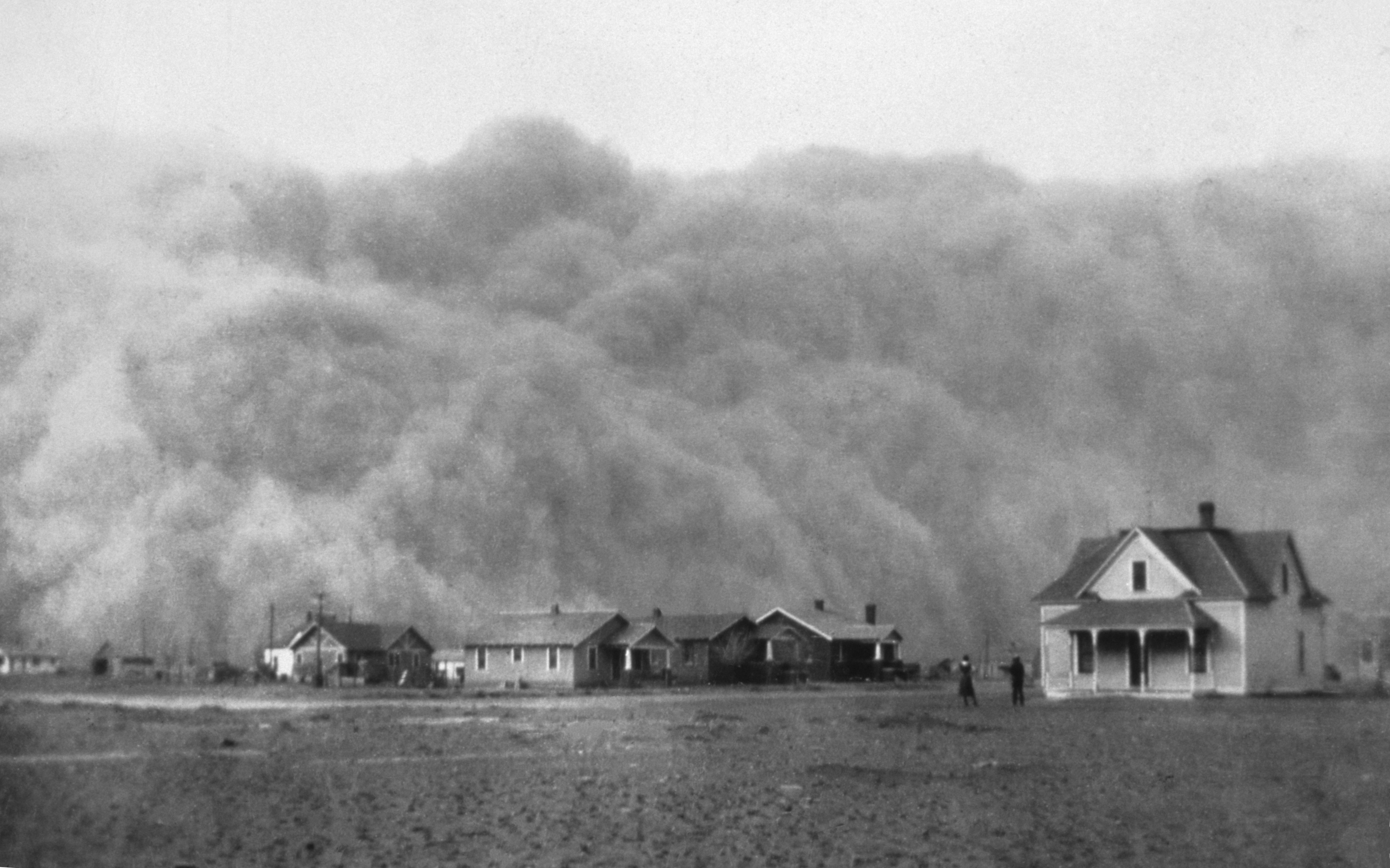
Stofstorm te Texas in 1935

Stof (deeltjes) bestaat uit kleine deeltjes materie van maximaal 500 micrometer  (0,5 millimeter) doorsnede.

## Indeling
Stof kan onderverdeeld worden in verschillende soorten, bijvoorbeeld:
- Asbeststof
- Fijnstof
- Huisstof
- Kosmisch stof
- Poeder
- Pollen
- Saharastof
- Steenstof

## Huishouden

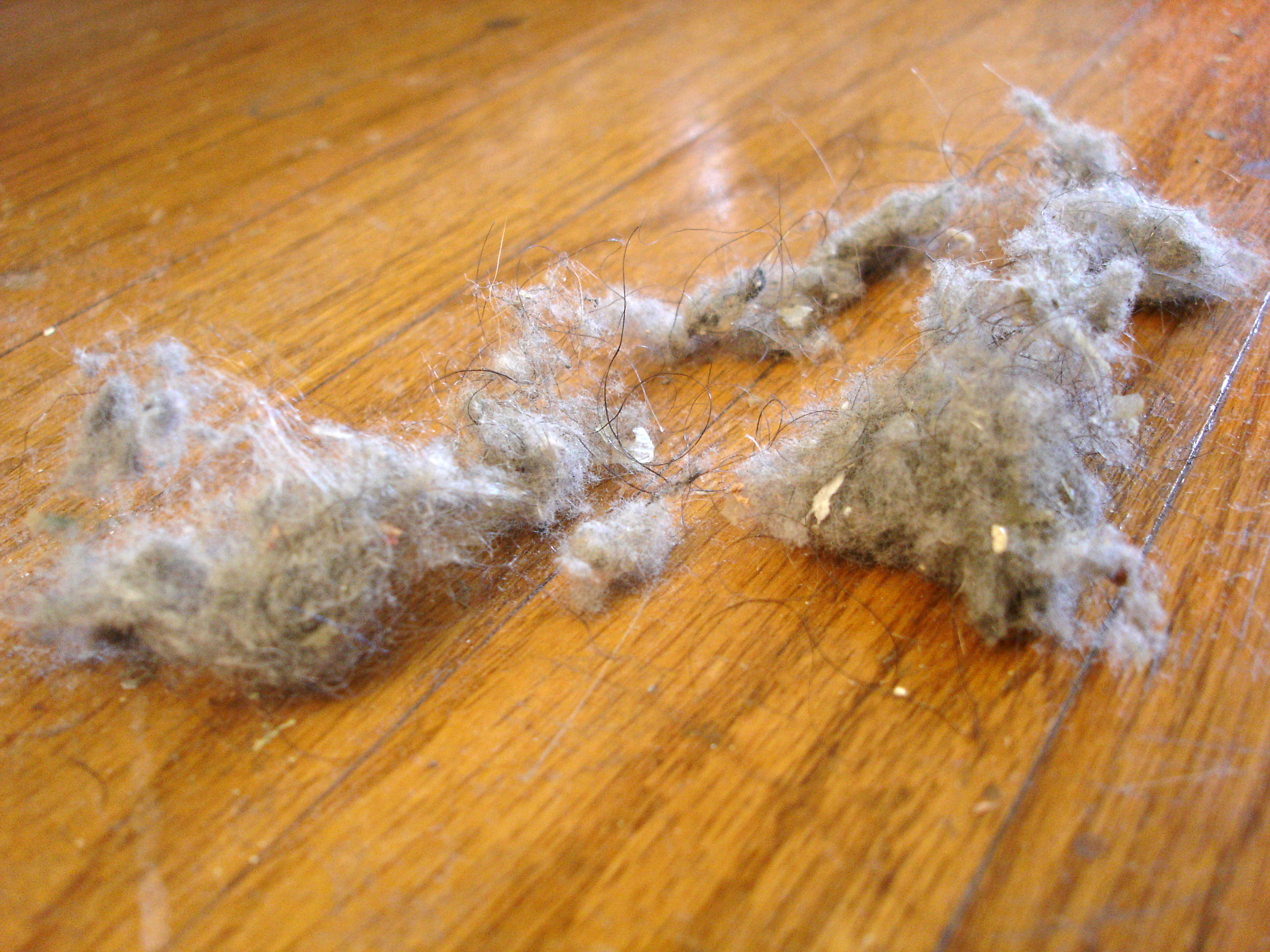
Huisstof

In huis kan een stofzuiger, een bezem of stoffer en blik gebruikt worden om het stof van de vloer te verwijderen. Met een stofzuiger kan het stof ook van meubels en, met enige moeite, van wanden en plafonds worden verwijderd. Voorwerpen die door hun vorm niet met een stofzuiger behandeld kunnen worden, kunnen afgestoft worden met een stofdoek of plumeau. Met een mattenklopper kan stof uit kleden en stoelen geklopt worden.

## Optica
Stof kan hinderlijk zijn als het op de lens van een fototoestel zit, of op de beeldchip van een digitaal fototoestel. In dat geval wordt het stof meestal niet opgezogen, maar weggeblazen met een blaasbalgje of een spuitbus met lucht.

## Gezondheid
Bij het werken in een omgeving met veel stof kan er gezondheidsschade ontstaan, bijvoorbeeld stoflongen. Asbeststof is zeer schadelijk, maar ook steenstof en fijne metaaldeeltjes hebben bij langdurige blootstelling een nadelig effect. Erg schadelijk voor de gezondheid is ook de blootstelling aan, vooral door verkeer en industrie veroorzaakte, hoge concentraties van fijnstof.

## Explosiegevaar

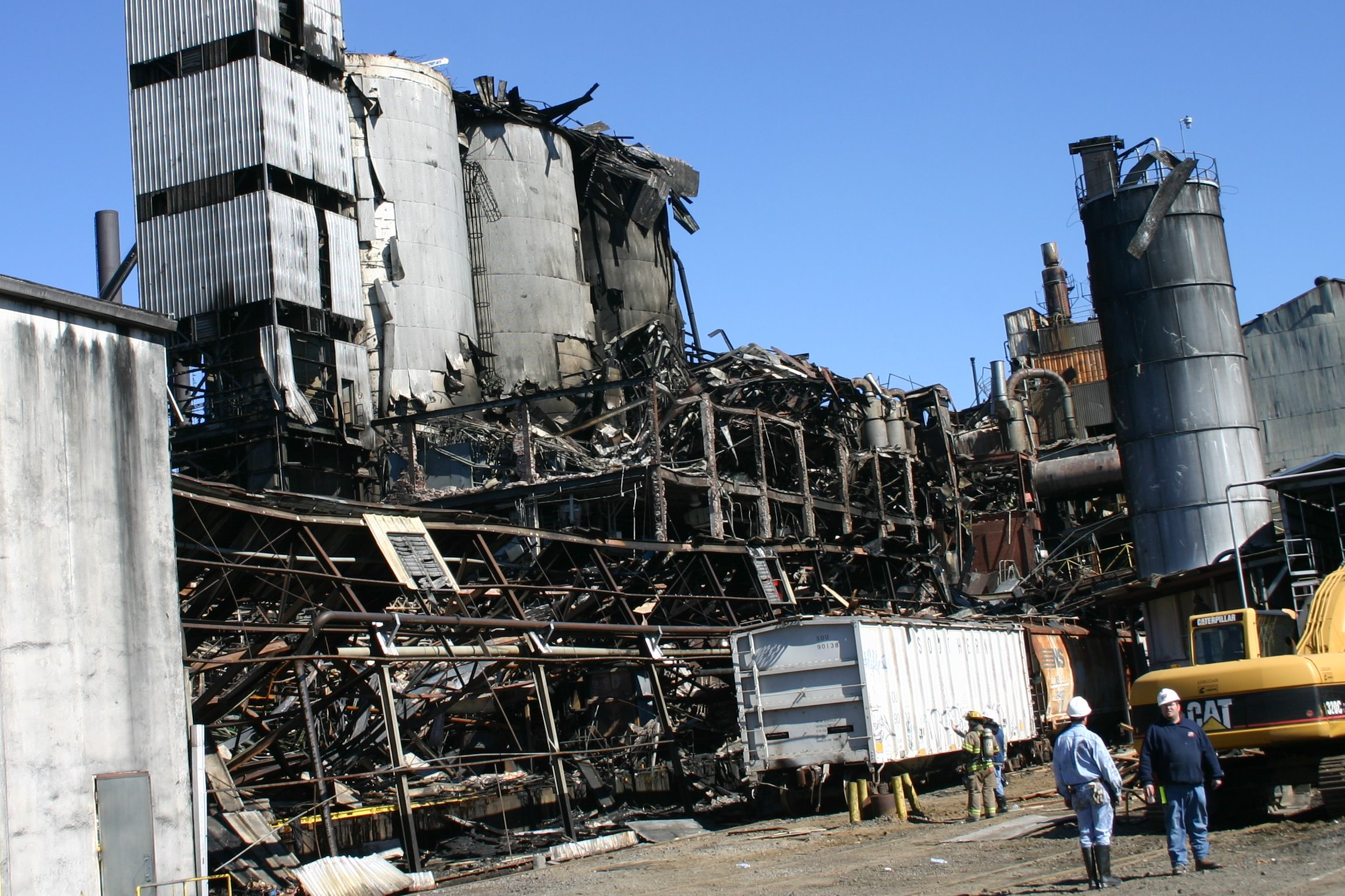
Suikerfabriek na stofexplosie

Bij bijvoorbeeld meel- of suikerstof kan er een stofexplosie ontstaan, als in een  opslagplaats te veel stof in de lucht aanwezig is. Hierbij kunnen elektrostatische effecten een rol spelen.